# Szigliget
Szigliget è un comune dell'Ungheria di 935 abitanti (dati 2001). È situato nella contea di Veszprém.